# Шелубей
Шелубе́й (рос. Шелубей, ерз. Шелубей) — селище у складі Теньгушевського району Мордовії, Росія. Входить до складу Нароватовського сільського поселення.
Населення — 2 особи (2010; 8 у 2002).
Національний склад (станом на 2002 рік):
- мордва — 100 %